# Halys-vipera
A Halys-vipera (Gloydius halys) a hüllők (Reptilia) osztályának a pikkelyes hüllők (Squamata) rendjéhez, ezen belül a viperafélék (Viperidae) családjához és a gödörkésarcú viperák (Crotalinae) alcsaládjához tartozó faj.

## Előfordulása
Kína, Irán, Oroszország, Kazahsztán, Üzbegisztán, Tádzsikisztán, Kirgizisztán, Afganisztán, Mongólia és Türkmenisztán területén honos.

## Alfajai
- Gloydius halys boehmei Nilson, 1983
- Gloydius halys caraganus (Eichwald, 1831)
- Gloydius halys cognatus (Gloyd, 1977)
- Gloydius halys halys (Pallas, 1776)
- Gloydius halys mogoi Bour, 1993

## Életmódja
Speciális hőérzékelőkkel rendelkezik, amelyek apró gödröcskékben helyezkednek el a felső ajaknál. Ezeknek az érzékelőknek köszönhetően a kígyó éjjel megérzi a melegvérű zsákmányállatokat, mint például a kisebb emlősöket vagy madarakat.

## Megjelenése
Apró méretű, de vigyázni kell vele.